# Молинари, Форрест
Форрест Энн Молинари (англ. Forrest Ann Molinari; род. 4 сентября 1995, Уолнат-Крик, Калифорния) — американская спортсменка (Вольная борьба), чемпионка Панамерики, призёр чемпионата мира.

## Карьера
Родилась в Калифорнии, является воспитанницей школы «Соколиный глаз». В июне 2018 года в национальном отборе завоевала путёвку на чемпионат мира в Будапешт. В сентябре 2021 года на чемпионате мира в Осло, одолев в схавтке за 3 место белоруску Марию Мамошук стала бронзовым призёром. В январе 2022 года на Гран-При Ивана Ярыгина в Красноярске, заняла 2 место, уступив в финале соотечественнице Эмме Патрисии Брунтил. В феврале 2022 года, уступив в финале Мелори Велте из США, стала серебряным призёром мемориала Яшара Догу в Стамбуле.

## Достижения
- Панамериканский чемпионат по борьбе 2017 — ;
- Кубок мира по борьбе 2017 (команда) — 4;
- Кубок мира по борьбе 2017 (команда) — 4;
- Панамериканский чемпионат по борьбе 2018 — ;
- Чемпионат мира по борьбе 2018 — 5;
- Чемпионат мира по борьбе 2019 — 5;
- Кубок мира по борьбе 2017 (команда) — ;
- Чемпионат мира по борьбе 2021 — ;
- Панамериканский чемпионат по борьбе 2022 — ;